# 과천시립예술단
과천시립예술단은 지역문화 예술을 활성화하고 음악보급 확대에 기여하는 한편, 정기·기획연주회 및 외부초청공연, 또한 시민들에게 직접 다가가는 찾아가는 음악회 등을 통하여 문화예술의 도시로서 과천을 홍보하는 역할을 수행하고 과천시민의 정서함양과 지역문화예술의 창달을 위하여 설립된 과천시 지방자치단체 소속 예술단이며 산하에 교향악단 · 여성합창단 · 소년소녀합창단으로 구성되어 있으며 각 단체별로 활동을 하고 있다.

## 조직
- 단장: 과천시장
- 부단장: 과천시 문화체육과장
- 사무국
  - 기획팀
  - 예술팀
- 예술단
  - 교향악단
  - 소년소녀합창단
  - 여성합창단

## 과천시립교향악단
과천시립교향악단은 정기연주회 및 '해설이 있는 음악회', '영상과 함께하는 팝스 콘서트' 등의 기획연주와 문화교류를 위한 지방초청공연 등을 개최하며,  60여회 이상의 연주회, 2003년 KBS공연실황방영, 2004년도와 2010년도 세계어린이합창제 개, 폐막식 및 2005년도부터 매년 개최되는 대한민국 청소년교향악 축제, 서울 예술의 전당에서 2005년에 말러 교향곡 1번에 연이어 말러 교향곡 2번 "부활"로 2006년 정기연주회를 개최하였고 2008년 9월에는 새롭게 구성된 과천시립아카데미오케스트라로서 첫 연주회를 가지고 그 해 12월에는 중국 북경대학에서 개최한 초청연주회를 가졌으며 2010년도에는 말러 3번을 연주하였으며, SBS 문화가중계에서 공연실황을 방영하였다.
2012년 2월, 시립교향악단으로 승격되어 예술교육프로그램-'스쿨콘서트' 및 지역학교와의 연계된 '멘토 프로그램', 지역어린이들을 위한 '희망악기교실'을 열고 있다. 현재 상임지휘자는 안두현이다.